# Pelosia
Pelosia és un gènere de papallones nocturnes de la subfamília Arctiinae i la família Erebidae.

## Espècies[1]
- Pelosia albicostata Hampson, 1901
- Pelosia angusta Staudinger, 1887
- Pelosia muscerda Hufnagel, 1766
- Pelosia noctis Butler, 1881
- Pelosia obtusa Herrich-Schäffer, 1847
- Pelosia plumosa Mabille, 1890
- Pelosia ramosula Staudinger, 1887
- Pelosia tetrasticta Hampson, 1900

## Galeria

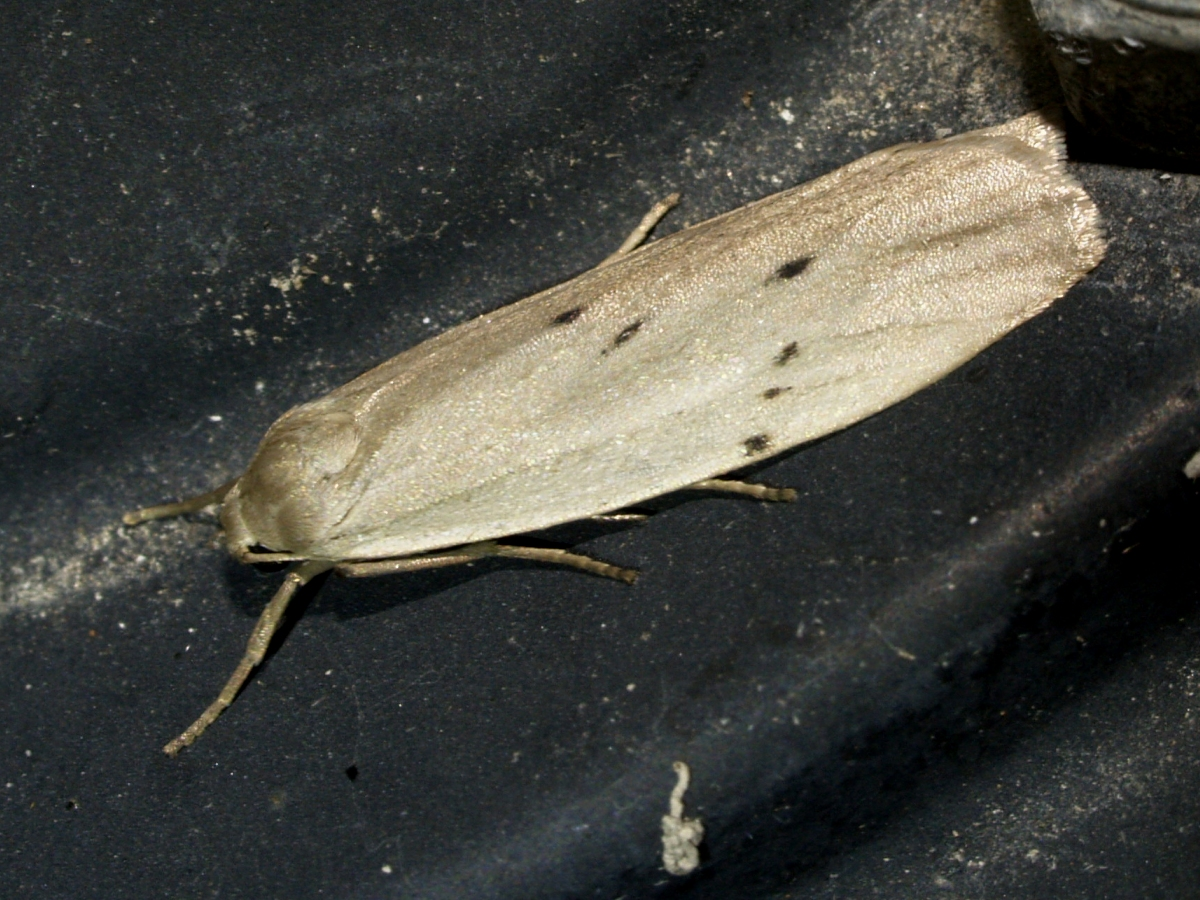
Pelosia muscerda
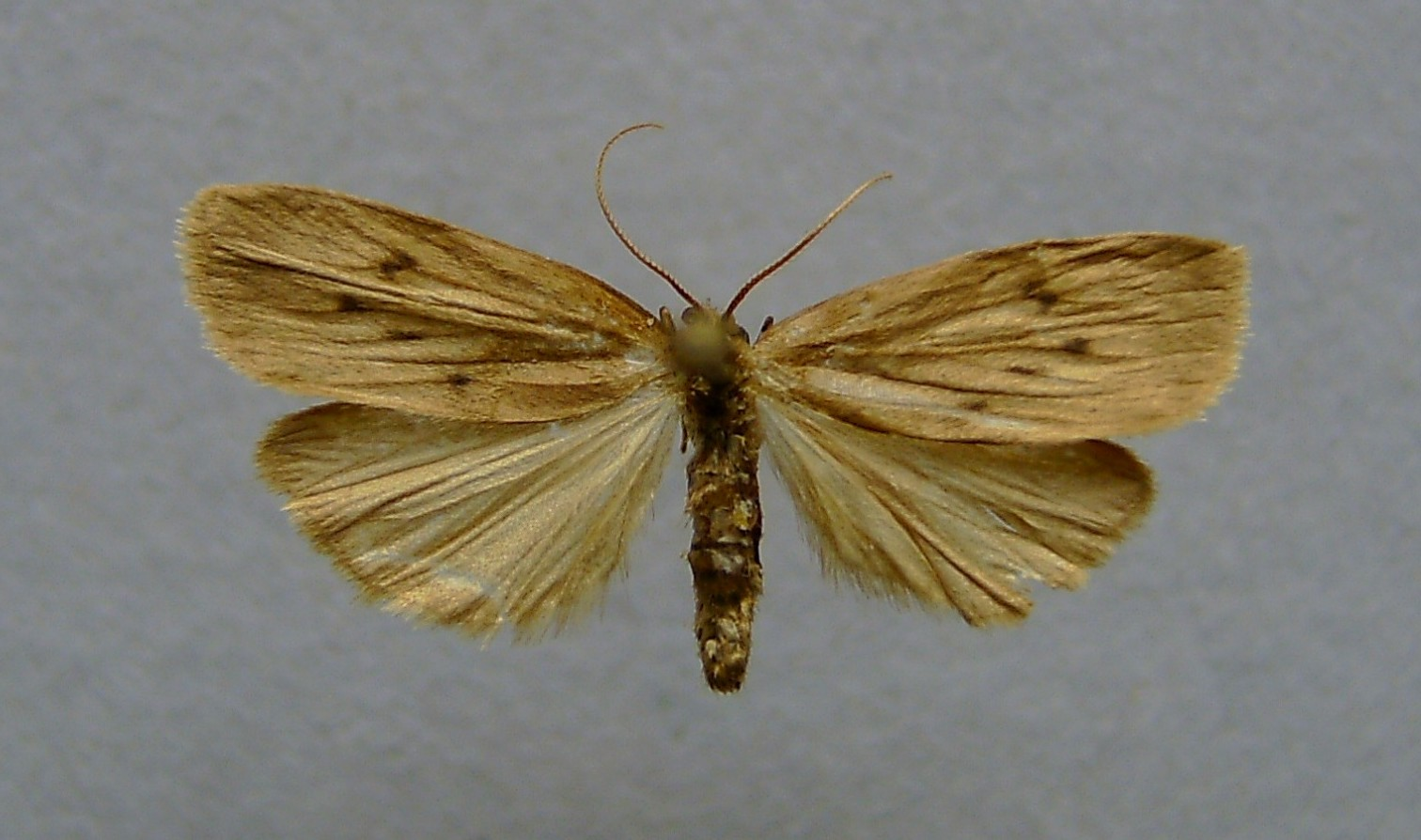
Pelosia obtusa